# Territorio Federal Colón
El territorio federal Colón (también escrito como territorio Colón) fue el nombre que recibió una antigua división administrativa de Venezuela entre 1871 y 1908 cuando fue abolida. Su territorio corresponde aproximadamente a parte de los que hoy constituye las dependencias federales de Venezuela y en algunos puntos de la historia a partes del actual estado Nueva Esparta, ambos frente al mar Caribe. Para 1881 tenía una población de 136 habitantes.

## Historia
El territorio fue creado por disposición del General Antonio Guzmán Blanco el 22 de agosto de 1871 bajo el control de un gobernador con carácter a la vez civil y militar incluyendo 15 archipiélagos e islas venezolanas como Los Monjes Isla de Aves, La Orchila Los Frailes, Isla la Sola, Islas Borrachas, Islas Chimanas, Isletas de Piritu o Los Roques.
Para 1895 el General Joaquín Crespo ordena por decreto un reordenamiento del territorio declarando a Gran Roque como la capital e incluye además la Isla de Aves. Para 1905 Cipriano Castro promulga una ley orgánica que anexa la isla de Coche al territorio y declara a San Pedro de Coche como su capital. Esta última acción provocó molestia entre algunos habitantes de la Isla de Margarita que no querían que Coche fuese separada de su territorio. Finalmente el 31 de agosto de 1908 la entidad federal es totalmente disuelta y reemplazada en su mayor parte por las "dependencias federales de altamar". Otras islas fueron integradas a estados cercanos como Anzoátegui.

## Municipios
Para 1907 el territorio tenía dos municipios:
| Nombre     | Capital            | Isla(s)       | Entidad federal actual |
| ---------- | ------------------ | ------------- | ---------------------- |
| Oriental   | San Pedro de Coche | Isla de Coche | Nueva Esparta          |
| Occidental | Gran Roque         | Los Roques    | Dependencias federales |